# Férfi 2590 méteres akadályfutás az 1904. évi nyári olimpiai játékokon
Az 1904. évi nyári olimpiai játékokon az atlétika férfi 2590 méteres akadályfutás versenyszámának döntőjét augusztus 29-én rendezték a Francis Fieldben. A férfi 2590 méteres akadályfutás versenyszámát ezen az egy olimpián rendezték meg, a kezdeti olimpiákon változó pályahosszúságokon rendezték meg a férfi akadályfutásokat, amíg nem állandósították az 1920. évi nyári olimpiától a 3000 méteres pályahosszt.

## Rekordok
A versenyt megelőzően nem volt hivatalos rekord érvényben férfi 2590 méteres akadályfutásban.
A versenyen új olimpiai rekord született:
| James Lightbody (USA) | 7:39,6 | Saint Louis, USA | 1904. augusztus 29. |

## Eredmények
Az időeredmények másodpercben értendők. A rövidítések jelentése a következő:
- OR: olimpiai rekord

### Döntő
A döntőt augusztus 29-én rendezték.
| H     | Név             | Nemzet                 | E          | Mj |
| ----- | --------------- | ---------------------- | ---------- | -- |
| Arany | James Lightbody | Egyesült Államok (USA) | 7:39,6     | OR |
| Ezüst | John Daly       | Nagy-Britannia (GBR)   | 7:40,6*    |    |
| Bronz | Arthur Newton   | Egyesült Államok (USA) | 7:45,6*    |    |
| 4.    | Frank Verner    | Egyesült Államok (USA) | nincs adat |    |
| 5.–7. | Harvey Cohn     | Egyesült Államok (USA) | nincs adat |    |
| 5.–7. | David Munson    | Egyesült Államok (USA) | nincs adat |    |
| 5.–7. | Richard Sanford | Egyesült Államok (USA) | nincs adat |    |

* - a második és harmadik helyezett időeredményeiről hivatalos dokumentum nincs, csak más korabeli források, amik nem tekinthetőek hivatalosnak